# ماتيوس دوس سانتوس باتيستا
ماتيوس دوس سانتوس باتيستا هو لاعب كرة قدم برازيلي في مركز الهجوم، ولد في 16 يونيو 1995 في أمريكانا في البرازيل. لعب مع نادي تونديلا.

## وصلات خارجية
- ماتيوس دوس سانتوس باتيستا على موقع قاعدة بيانات كرة القدم.إي يو (الإنجليزية)
- ماتيوس دوس سانتوس باتيستا على موقع Soccerway.com (الإنجليزية)